# Choluteca
Choluteca (ejtsd: Csolutéka) város Honduras déli részén, az azonos nevű, Choluteca megye székhelye. A fővárostól, Tegucigalpától 135 km-re fekszik. Lakossága 157 ezer fő.
Egyike az ország legrégebbi településeinek, 1535-ben alapították a spanyol konkvisztádorok Jerez de la Frontera Choluteca néven. A Choluteca egy indián törzs neve.
A városon át folyik az azonos nevű folyó, a Río Choluteca.
A városlakók tengerparti üdülőhelye az innen 35 km-re levő Cedeño.
Trópusi szavanna éghajlatú, a száraz évszak novembertől áprilisig tart.

## Fordítás
- Ez a szócikk részben vagy egészben  a   Choluteca, Choluteca című angol Wikipédia-szócikk fordításán alapul.  Az eredeti cikk szerkesztőit annak laptörténete sorolja fel. Ez a jelzés csupán a megfogalmazás eredetét és a szerzői jogokat jelzi, nem szolgál a cikkben szereplő információk forrásmegjelöléseként.